# Playmate to Jesus
Singles de Aqua
How R U Doin?
(2011) Like A Robot
(2011)
Pistes de Megalomania
Dirty Little Popsong
Playmate to Jesus est le deuxième extrait de l'album Megalomania du groupe Aqua. Il est sorti en même temps que Like a Robot.
La chanson a un rythme « mid-tempo » et commence sur des bruitages faisant penser à l'espace.
Lene et René chantent sur cette musique qui parle de l'amour universel (« Everywhere I go, I pray for universal love ») « Partout où je vais, je prie pour l'amour universel ».
Sur la pochette du single, on peut voir le groupe dans la rue en pleine fin du monde : des cyclones et des éclairs s'abattent sur la ville.

## Clip vidéo
https://www.youtube.com/watch?v=m0ayTZi7Xjw

## Classements
Danemark : 13